# Schloss Rimburg

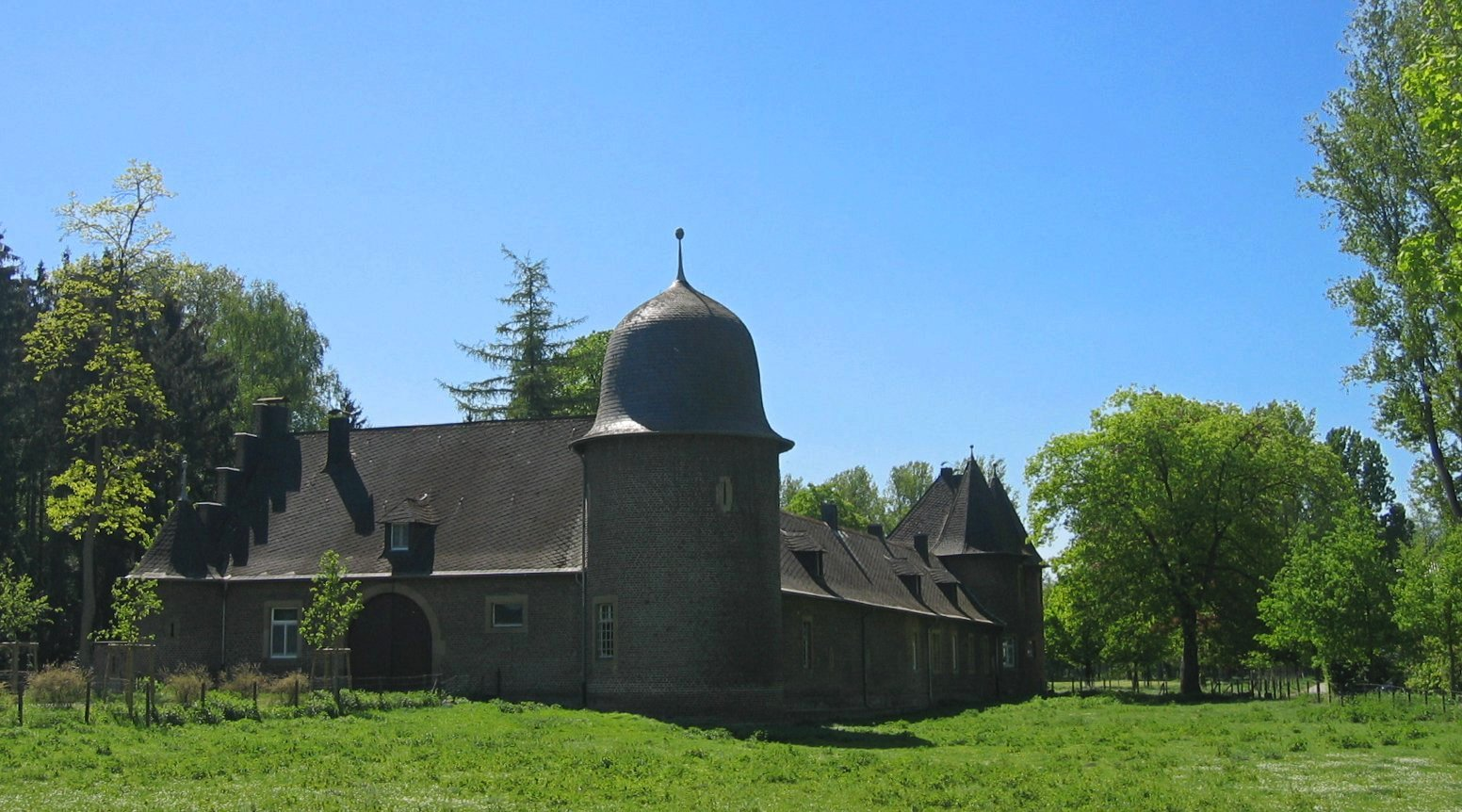
Die Vorburg des Schlosses Rimburg

Schloss Rimburg ist ein im Wurmtal an der deutsch-niederländischen Grenze bei Übach-Palenberg gelegenes Wasserschloss. Das dem Schloss unmittelbar auf der anderen Seite der Wurm gegenüberliegende Dorf Rimburg, ein Ortsteil der Gemeinde Landgraaf, gehört zu den Niederlanden, da die Wurm zugleich die Staatsgrenze darstellt.

## Geschichte

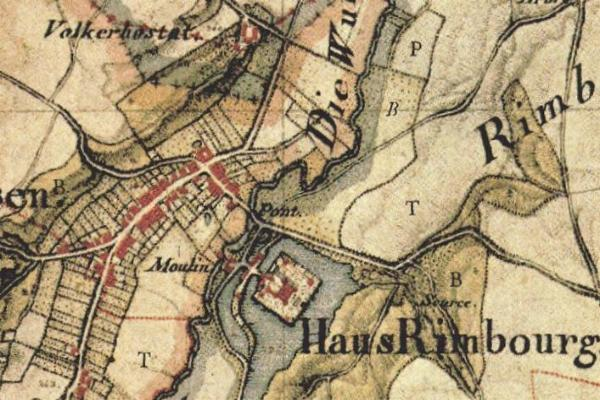

Schloss Rimburg um 1912, Ansicht des Herrenhauses

In unmittelbarer Nähe der Schlossanlage überquerte in römischer Zeit eine Heerstraße, die Via Belgica, die Wurm. Der Übergang über den Fluss war durch eine römische Postenstation gesichert.
Als erster Besitzer der Burg Rimburg ist für das Jahr 1276 ein Herr von Mülrepas, Drost (Burggraf) des Herzogs von Limburg, nachgewiesen. In der Fehde zwischen den Herzogtümern Limburg und Brabant wurde die Anlage durch Herzog Johann I. von Brabant teilweise zerstört. Die Herren von Mülrepas nahmen den vermutlich um die Wende zum 13. Jahrhundert erfolgten Wiederaufbau der Burg zugleich zum Anlass, diese zur Erhöhung des Defensivpotenzials weiter auszubauen. Die Hauptburg wurde mit vier Flankierungstürmen versehen und erhielt zusätzlich einen starken äußeren Befestigungsring, der mit vier Türmen besetzt war. Die Türme wurden mit Schießkammern und Kasematten ausgestattet, welche durch unterirdische Gänge mit der Hauptburg verbunden waren. Die Erweiterungsmaßnahmen bewirkten eine ungewöhnliche Verteidigungsstärke der Gesamtanlage.
Im Jahre 1323 kam die Burg durch Heirat an Gerard von Merode. Das Anwesen blieb bis ins 15. Jahrhundert im Besitz derer von Merode. Nächster Besitzer war die Familie von Gronsfeld. Im Jahre 1498 gelangte die Rimburg an Johann I. von Bronkhorst und wurde zur freien Reichsherrschaft erhoben.
Im Jahr 1543 stand Johann I. von Bronckhorst während der Jülicher Fehde gegen den Herzog von Jülich auf Seiten des deutschen Kaisers Karl V. Johann I. bot die Burg jedoch dem Herzog von Jülich als Offenhaus an. Dies hatte zur Folge, dass die Burg durch Soldaten des Herzogs von Jülich besetzt werden konnte und auch wurde. Rimburg wurde daraufhin von den kaiserlichen Truppen belagert und teilweise zerstört.
Im Jahr 1640 verkaufte Jost Maximilian von Bronckhorst Rimburg an den Freiherrn Arnold von Boemer aus dem Freiherrengeschlecht Böhmer. In dieser Zeit wurde Rimburg häufig von fremden Truppen besetzt, so 1673 durch französische Truppen erobert. Die Franzosen beabsichtigten, die Burganlage nach weiterem Ausbau als Stützpunkt zu nutzen. Die Witwe des Arnold von Boemer, Catharina von Westerholt, ersuchte den Gouverneur von Maastricht, von diesem Vorhaben abzusehen und die Truppen abzuziehen. Dieses Ansinnen scheint Erfolg gehabt zu haben, denn bereits im Jahre 1678 folgten den französischen Soldaten spanische Truppen. 1726 befand die Rimburg sich im Besitz der Grafen von Ligneville, dem Grafen von Galen zu Ermelinghof und dem Freiherrn von Westerholt. 1782 war Christoph von Ligneville ihr Besitzer, der sie im Jahre 1792 an den Grafen Josef Goncry weitergab. Anfang des 19. Jahrhunderts kaufte zunächst Eduard Joppen von Beegden die Burg und 1879 schließlich ein Herr Weckbeker. Um 1900 war sie im Besitz der Johanna von Brauchitsch geborene Weckbeker. Johann von Brauchitsch ließ das Anwesen 1899 nach Entwürfen von Professor Josef Kleesattel mit einer barocken Fassade versehen, die Vorburg errichten und weitere Umbauten vornehmen. Im Zweiten Weltkrieg war Schloss Rimburg in die Verteidigungsstellungen an der Westgrenze integriert und demzufolge während des Vordringens der Alliierten auf das heutige Bundesgebiet 1944 heftig umkämpft.

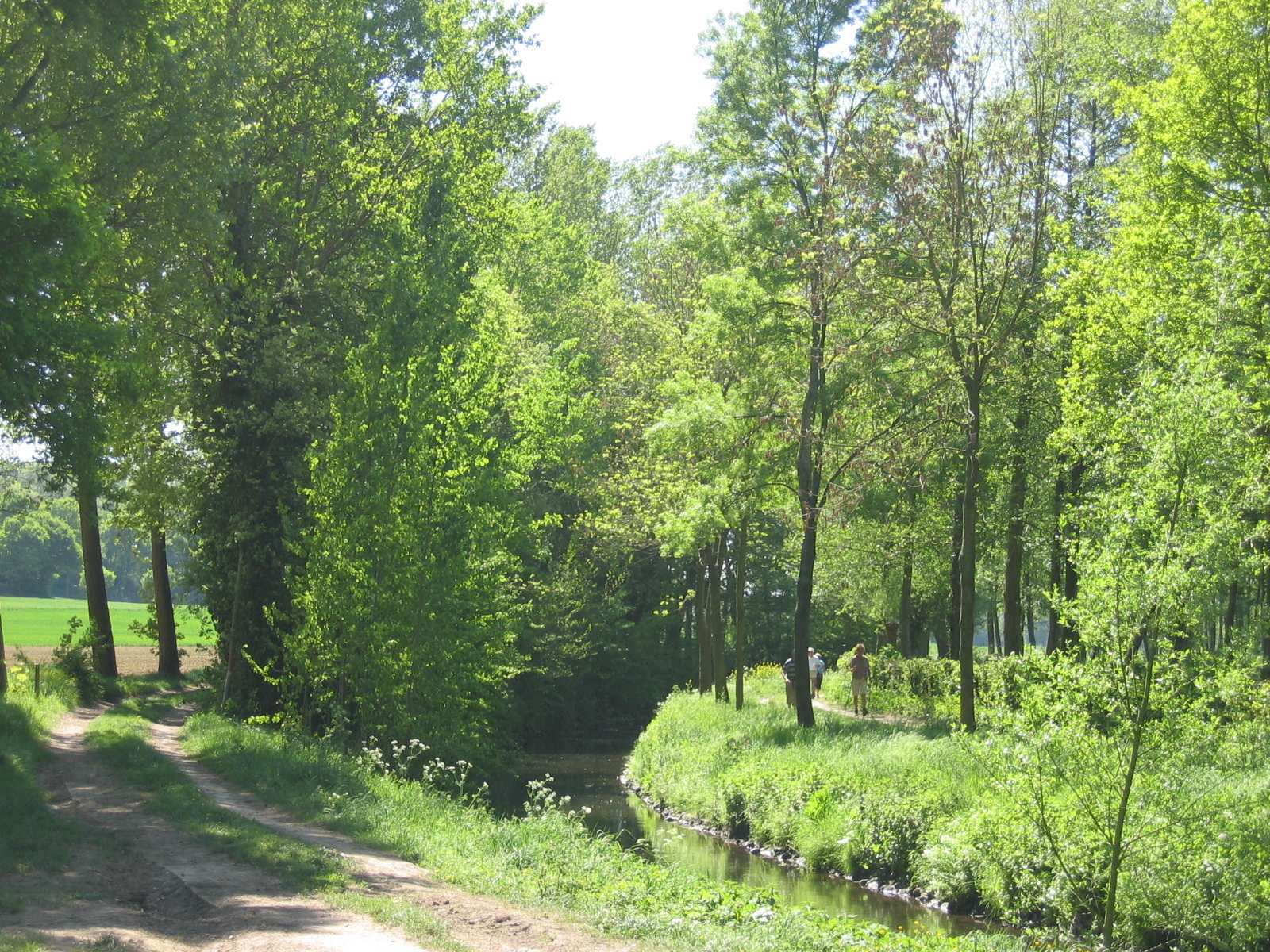
Die Wurm als Grenzfluss bei Schloss Rimburg

1947 wurden in Folge des Zweiten Weltkrieges niederländische Annexionspläne umgesetzt. Die Niederlande forderten nach dem Zweiten Weltkrieg eine Entschädigung für die Kriegsschäden. Hierzu wurden am 23. April 1949 entsprechend der Schlusserklärung der Londoner Deutschland-Konferenz vom 23. Dezember 1948 diverse grenznahe Gebiete unter niederländische Auftragsverwaltung gestellt. Bei Rimburg sollte die Grenze nicht mehr die Wurm darstellen, sondern die Eisenbahnlinie. Mühle und Schloss Rimburg und umgebende Wiesen wurden niederländisch. 1963 erfolgte im sogenannten Hollandvertrag gegen Zahlung von 280 Millionen DM auch die Rückgabe dieses Gebietes. Die Wurm wurde wieder Grenzbach, allerdings nicht mehr im alten, mäandrierenden Verlauf, da sie begradigt und ausgebaut worden war.

## Gebäude
Bei dem Wasserschloss handelt es sich um eine umfangreiche Anlage aus dem 12. bis 14. sowie dem 19. Jahrhundert, bestehend aus der L-förmigen Vorburg und der eigentlichen Hauptburg die durch einen breiten Graben voneinander getrennt sind. Die Hauptburg war ursprünglich noch mit einer Ringmauer umzogen. Die erste Anlage des 12. bis 13. Jahrhunderts bestand aus drei Flügeln, die sich zusammen mit dem Bergfried um einen Binnenhof gruppierten. Die mittelalterliche Anlage ist zwar im Wesentlichen noch erhalten, jedoch insbesondere durch Umbauten im 19. Jahrhundert und erhebliche Kriegsschäden verändert. Der äußere Befestigungsring war durch Kasematten, die den Mauern vorgelagert waren, verstärkt. Zu den umgebenden Gebäuden zählten auch die Rimburger Mühlen.
Das Schloss ist in Privateigentum und für die Öffentlichkeit nicht zugänglich.